# Radiotélescope de Dwingeloo
Le radiotélescope de Dwingeloo (situé à Dwingeloo, commune de Westerveld, province de Drenthe, dans le nord-est des Pays-Bas) est un radiotélescope à parabole unique d'un diamètre de 25 m.
Sa construction démarre en 1954, le radiotélescope fut achevé en 1956. Il n'est plus en service depuis 2000. Son classement officiel en tant que monument historique industriel a été demandé, mais pas encore accordé.
Le site du radiotélescope héberge également l'essentiel du personnel de ASTRON (en) et est un site d'essai pour LOFAR.
Deux galaxies proches de la Voie lactée sont nommées d'après ce télescope : Dwingeloo 1 et Dwingeloo 2. Elles font partie d'un groupe de galaxies voisin de celui de la Voie lactée, le groupe IC 342/Maffei.